# فیلم نیمه‌شب

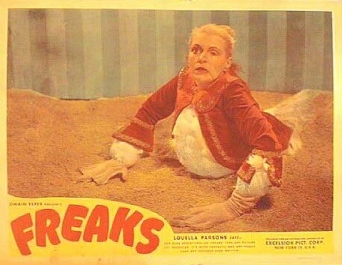
فیلم عجیب‌الخلقه‌ها ساخته تاد براونینگ در سال ۱۹۳۲، نمونه‌ای از فیلم‌های ترسناک (در آن زمان) گمنامی است که از دهه ۱۹۵۰ به بعد در برنامه‌های آخر شب تلویزیون نمایش داده می‌شدند. در دهه ۱۹۷۰ و اوایل ۱۹۸۰، این فیلم به یکی از پای ثابت‌های نمایش‌های نیمه‌شب در سینماهای سراسر ایالات متحده تبدیل شد.

اصطلاح فیلم نیمه‌شب (انگلیسی: Midnight movie) ریشه در روشی دارد که در دهه ۱۹۵۰ در ایستگاه‌های تلویزیونی محلی در ایالات متحده پدید آمد، که فیلم‌های ژانر کم‌هزینه را به عنوان برنامه‌های آخر شب پخش می‌کردند و اغلب با یک مجری که طعنه‌های کنایه‌آمیز می‌زد همراه بود. به عنوان یک پدیده سینمایی، نمایش نیمه‌شب فیلم‌های غیرمعمول در اوایل دهه ۱۹۷۰ در چند مرکز شهری، به ویژه در نیویورک با نمایش فیلم «ال توپو» در سینما اِلگین، آغاز شد و در نهایت در سراسر کشور گسترش یافت. نمایش فیلم‌های غیرجریان اصلی در نیمه‌شب با هدف ایجاد مخاطب در میان خرده‌فرهنگ‌ها، تشویق به تماشای مجدد و تعامل اجتماعی در آنچه که در ابتدا یک محیط مخالف با فرهنگ غالب جامعه بود، انجام شد.
موفقیت چشمگیر فیلم نمایش راکی هارور و تغییرات اقتصادی در صنعت سینما، ماهیت فیلم‌های نیمه‌شب را دگرگون کرد. با کاهش ارتباط این فیلم‌ها با جریان‌های مخالف فرهنگی و سیاسی در دهه ۱۹۸۰، فیلم‌های نیمه‌شب بیشتر به تجربه‌ای کمپ (اغراق‌آمیز و طنزآمیز) تبدیل شدند و به فرمت تلویزیونی که نامشان را از آن گرفته بودند، نزدیک‌تر شدند. امروزه اصطلاح «فیلم نیمه‌شب» اغلب به دو معنی به کار می‌رود: یکی به عنوان مترادف فیلم درجه ب که به فیلم‌های ارزان قیمت آخر شب در سینما و تلویزیون اشاره دارد و دیگری به عنوان مترادف فیلم خرده‌فرهنگی (فیلم کالت).